# Olindias sambaquiensis
A Olindias sambaquiensis é uma espécie de hidromedusa, chegando a medir cerca de 10 cm de diâmetro, possuindo ainda uma coloração amarelada nos tentáculos e alaranjada no sistema gastrovascular. É muito comum comum no todo o litoral paulista do Brasil.